# Мік Вейтт
Мік Вейтт (англ. Mick Waitt, нар. 25 червня 1960, Гексем) — англійський футболіст, що грав на позиції нападника. По завершенні ігрової кар'єри — тренер.

## Ігрова кар'єра
На початку своєї футбольної кар'єри Мік Вейтт був гравцем провінційних клубів «Калвертон Рейнджерс», «Арнолд Кінгсвелл» та «Кейворт Юнайтед».
У професіональному футболі дебютував 1984 року виступами за команду «Ноттс Каунті», в якій провів три сезони, взявши участь у 88 матчах другого і третього дивізіону. Більшість часу, проведеного у складі «Ноттс Каунті», був основним гравцем атакувальної ланкиі одним з головних бомбардирів команди, маючи середню результативність на рівні 0,36 гола за гру першості. Після цього у 1987—1990 роках Мік захищав кольори іншого нижчолігового професіонального англійського клубу «Лінкольн Сіті». «Ілкестон Таун».
У 1990 році, граючи в Гонконзі, тодішній Британській колонії за «Лай Сунь», Вейтт відвідав свою сестру в Веллінгтоні. Перебуваючи в Новій Зеландії, з ним зв'язався його колишній знайомий Кіт Баклі, який тренував місцевий «Нейпір Сіті Роверз». Баклі запросив Вайтта грати за клуб, і він погодився, провівши сезон 1990 року з клубом, забивши 8 голів у 14 виступах у Національній футбольній лізі Нової Зеландії.
У грудні 1990 року Вейтт повернувся до Великої Британії, де грав за аматорські команди «Спелдінг Юнайтед», «Нанітон Боро», «Грентем Таун», «Гелдінг Таун» та «Ілкестон Таун», а в січні 1992 року назавжди емігрував до Нової Зеландії, повернувшись у «Нейпір Сіті», де і завершив ігрову кар'єру в кінці того ж року.

## Кар'єра тренера
По завершенні ігрової кар'єри Вейтт залишився у «Нейпір Сіті Роверз», очоливши тренерський штаб клубу. З командою як тренер він виграв Національну футбольну лігу Нової Зеландії у 1993 та 1998 роках.
У червні 2002 року Вейтт очолив тренерський штаб збірної Нової Зеландії, замінивши на цій посаді свого співвітчизника Кена Дагдейла і вже наступного місяця привів команди до перемоги на домашньому Кубку націй ОФК 2002 року. Це дозволило збірній поїхати на розіграш Кубка конфедерацій 2003 року. На турнірі у Франції новозеландці програли усі три матчі і не вийшли з групи.
Наступного року Вейтт керував збірною на Кубку націй ОФК 2004 року в Австралії, де його команда сенсаційно посіла лише третє місце і не потрапила до фіналу. Після цього провалу він пішов з посади після закінчення терміну дії контракту. Загалом під керівництвом Міка Вейтта новозеландська збірна провела 23 матчі, в яких здобула 11 перемог, дві нічиї та зазнала 10 поразок.
У 2006–2007 роках тренував «Тім Веллінгтон», а надалі став працювати в поліції Нової Зеландії.

## Титули і досягнення
- Володар Кубка націй ОФК: 2002
- Бронзовий призер Кубка націй ОФК: 2004